# Miroslav Vojkůvka
Miroslav Vojkůvka (* 18. října 1945) je bývalý československý fotbalista, obránce a záložník.

## Fotbalová kariéra
V československé lize hrál za Duklu Praha a Baník Ostrava. S Baníkem Ostrava získal v roce 1976 ligový titul. V lize odehrál 146 utkání a dal 3 góly. V evropských pohárech odehrál 6 utkání v Poháru vítězů pohárů a 6 utkání v Poháru UEFA. Vítěz Československého poháru 1969 a 1973.

## Ligová bilance
| Ročník                                   | Zápasy | Góly | Klub          |
| ---------------------------------------- | ------ | ---- | ------------- |
| 1. československá fotbalová liga 1968/69 | 20     | 0    | Dukla Praha   |
| 1. československá fotbalová liga 1969/70 | 21     | 1    | Dukla Praha   |
| 1. československá fotbalová liga 1970/71 | 21     | 1    | Dukla Praha   |
| 1. československá fotbalová liga 1971/72 | 4      | 0    | Dukla Praha   |
| 1. československá fotbalová liga 1972/73 | 25     | 0    | Baník Ostrava |
| 1. československá fotbalová liga 1973/74 | 25     | 0    | Baník Ostrava |
| 1. československá fotbalová liga 1974/75 | 18     | 0    | Baník Ostrava |
| 1. československá fotbalová liga 1975/76 | 13     | 1    | Baník Ostrava |
| CELKEM 1. liga                           | 146    | 3    |               |